# Calmécac

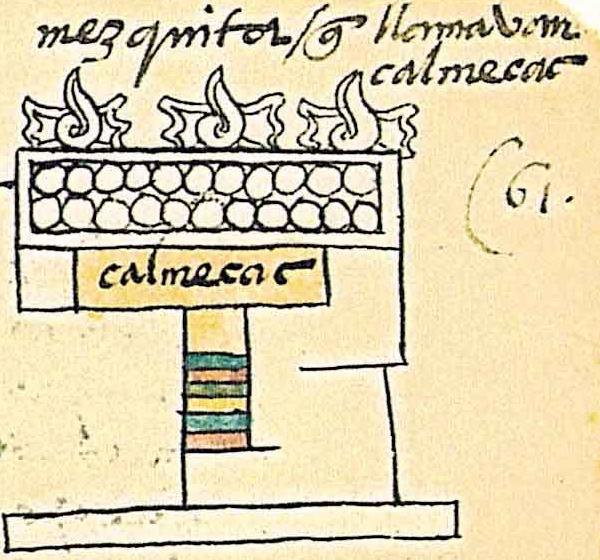
Glifo náhuatl que representa un calmécac (códice Mendoza, recto del folio 61).

El calmécac (del náhuatl: kalmekak ‘kalli, casa; mekatl, cuerda; -k, locativo’) era la escuela para los hijos de los nobles mexicas de México-Tenochtitlan. En esta institución se les entrenaba para ser sacerdotes, guerreros de la élite, jueces, maestros o gobernantes, educándolos en historia, astronomía y otras ciencias, la medición del tiempo, música y filosofía, religión, hábitos de limpieza, cuestiones de economía y gobierno, y, sobre todo, disciplina y valores morales.
Había maestros especiales que les enseñaban la tradición, y leían y aprendían de memoria las historias ilustradas en los códices. La escuela funcionaba como un internado, donde los jóvenes vivían, dormían y comían. Con los aspirantes a sacerdotes su educación se enfocaba en la religión, e incluía rituales, cantos a los dioses e interpretación de los sueños; por su parte, los aspirantes a guerreros de la élite o a gobernantes recibían más entrenamiento sobre tácticas militares y asuntos de economía y gobierno
El mundo mexica se caracterizaba por el cuidado que ponían los gobernantes en el buen funcionamiento de su sistema educativo. Las escuelas de Tenochtitlan atendían a los jóvenes de acuerdo con su extracción social:  los hijos de los pobladores de cada calpulli, conocidos genéricamente como macehualtin, asistían a las escuelas de jóvenes, llamadas telpochcalli (del náhuatl: telpochkalli ‘casa de los mancebos’), que había en cada barrio, mientras que los hijos de los nobles acudían al Calmécac, institución que se hallaba dentro del recinto ceremonial.

## Características
Los jóvenes de los nobles eran educados en casa cuando eran pequeños, pero a cierta edad, entraban a vivir en el calmecac. Desde el momento de su entrada, se hacía un ritual especial en el que se hería al niño para acostumbrarlo a soportar el dolor. Su educación variaba de acuerdo con la edad, pero cuando eran adolescentes iniciaba su entrenamiento militar, después, cuando eran jóvenes adultos, se les llevaba a la guerra.
Era muy importante que sus gobernantes fueran aptos para los cargos que desempeñaban, tuvieran la capacidad de tomar buenas decisiones y fuertes convicciones morales. En el calmecac se les enseñaba todo esto, y los alumnos sufrían diversas pruebas, sobre todo en la guerra, para demostrar su valor y su habilidad militar. A los que fracasaban, se les marcaba y rechazaba socialmente.
Desde pequeños se les levantaba en la madrugada para recibir baños de agua fría. Hacían penitencia y autosacrificio, usando espinas de maguey, ayunaban frecuentemente y practicaban la abstinencia. Además, usaban ropa ligera para desarrollar el control de sus cuerpos contra el frío. Trabajaban duro durante el día, y pasaban en vela muchas noches en rituales de purificación. Si se quedaban dormidos o cometían una falta, se les castigaba de forma dura. Todo esto servía para forjar un carácter fuerte y resistente, digno de un noble, y para probar a los que no pudieran desempeñarse en su vida de adultos.
Los restos de dos etapas constructivas del edificio del calmécac son exhibidos en el Museo de Sitio del Centro Cultural de España en México.

Calmecac de México-Tenochtitlan
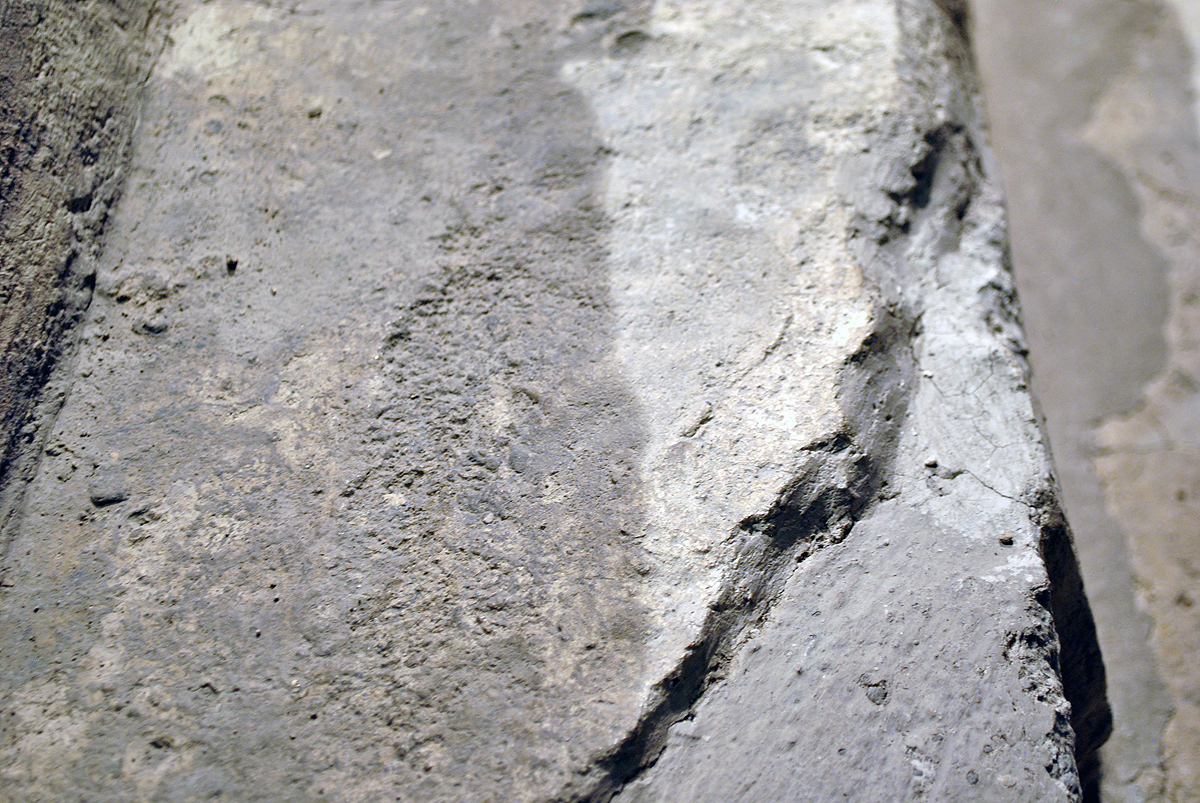
Huella de pie en el estuco que recubre la escalera del calmecac
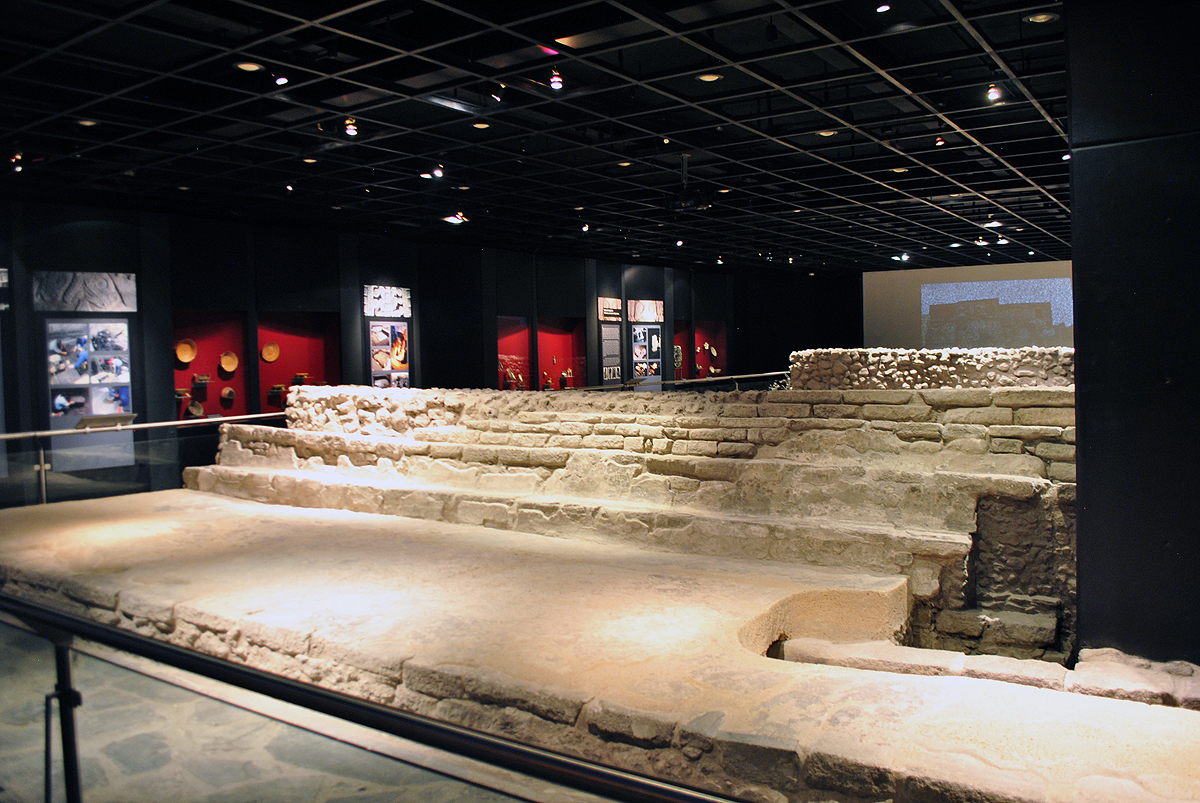
Vista general del museo de sitio del calmecac de México-Tenochtitlan
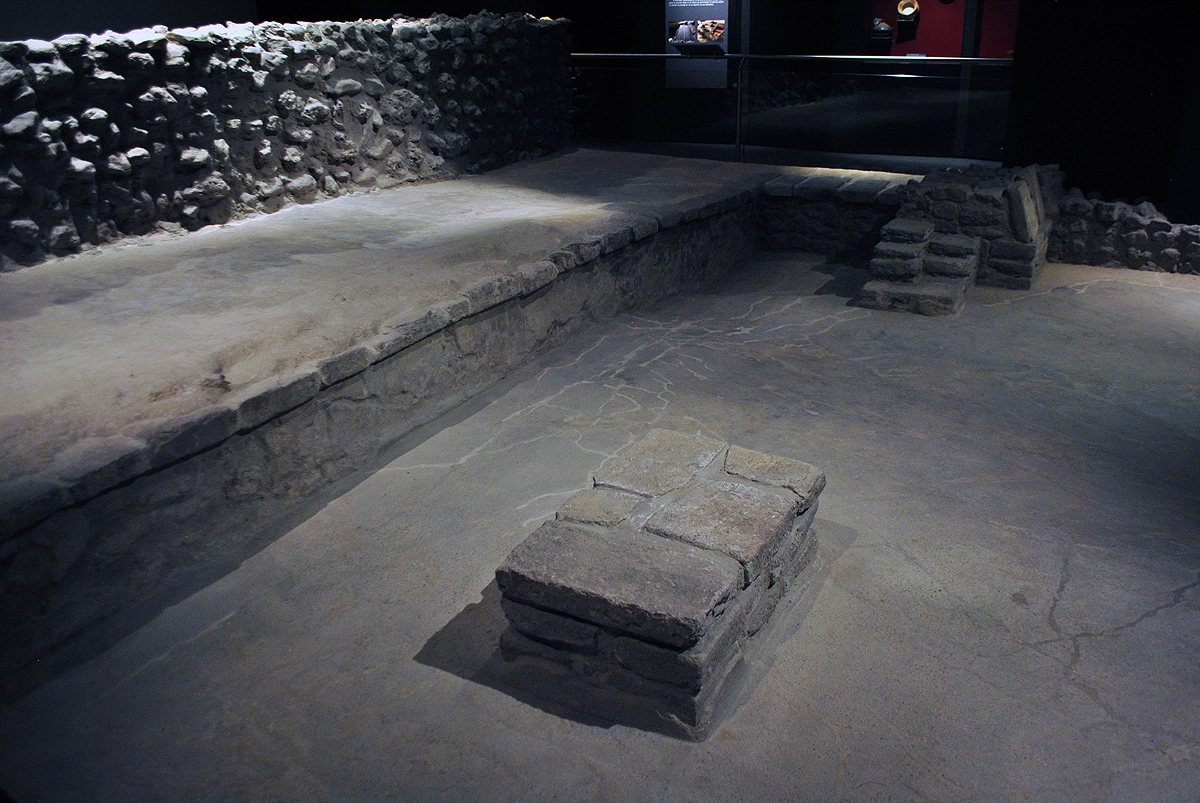
Patio de la etapa VII del calmecac
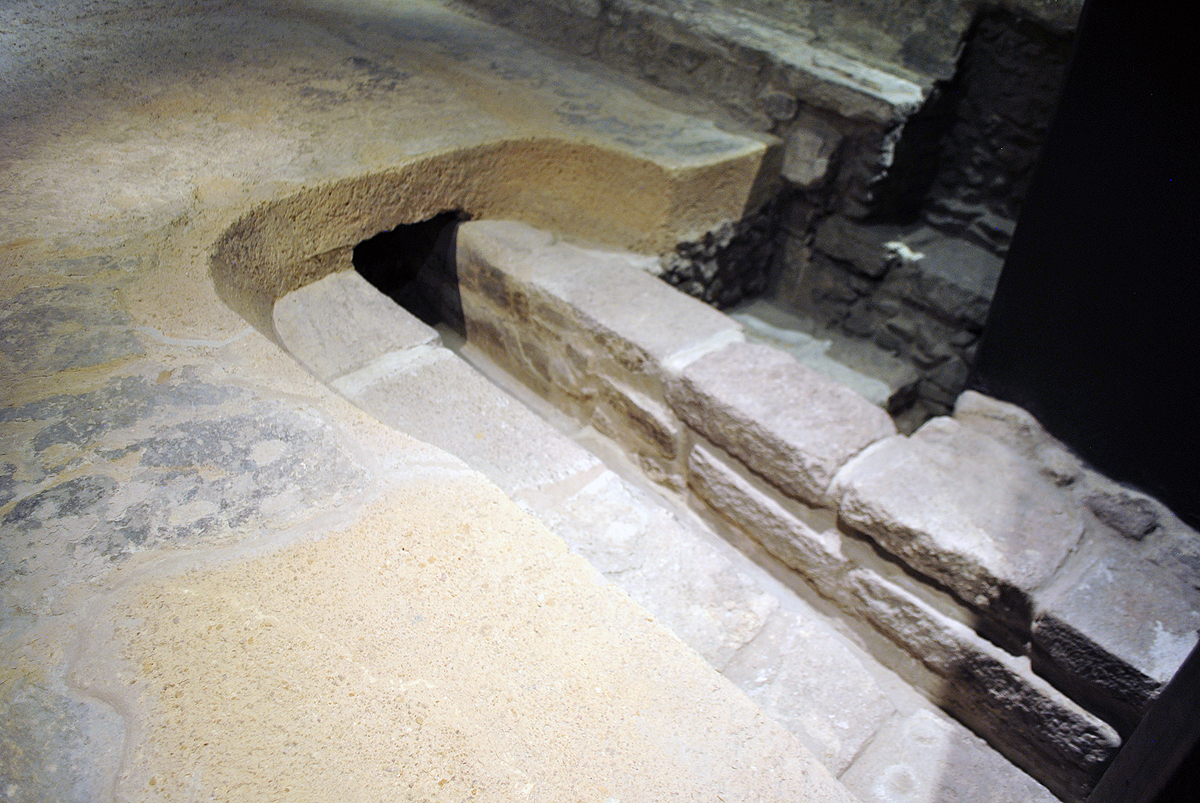
Sistema de desagüe del calmecac
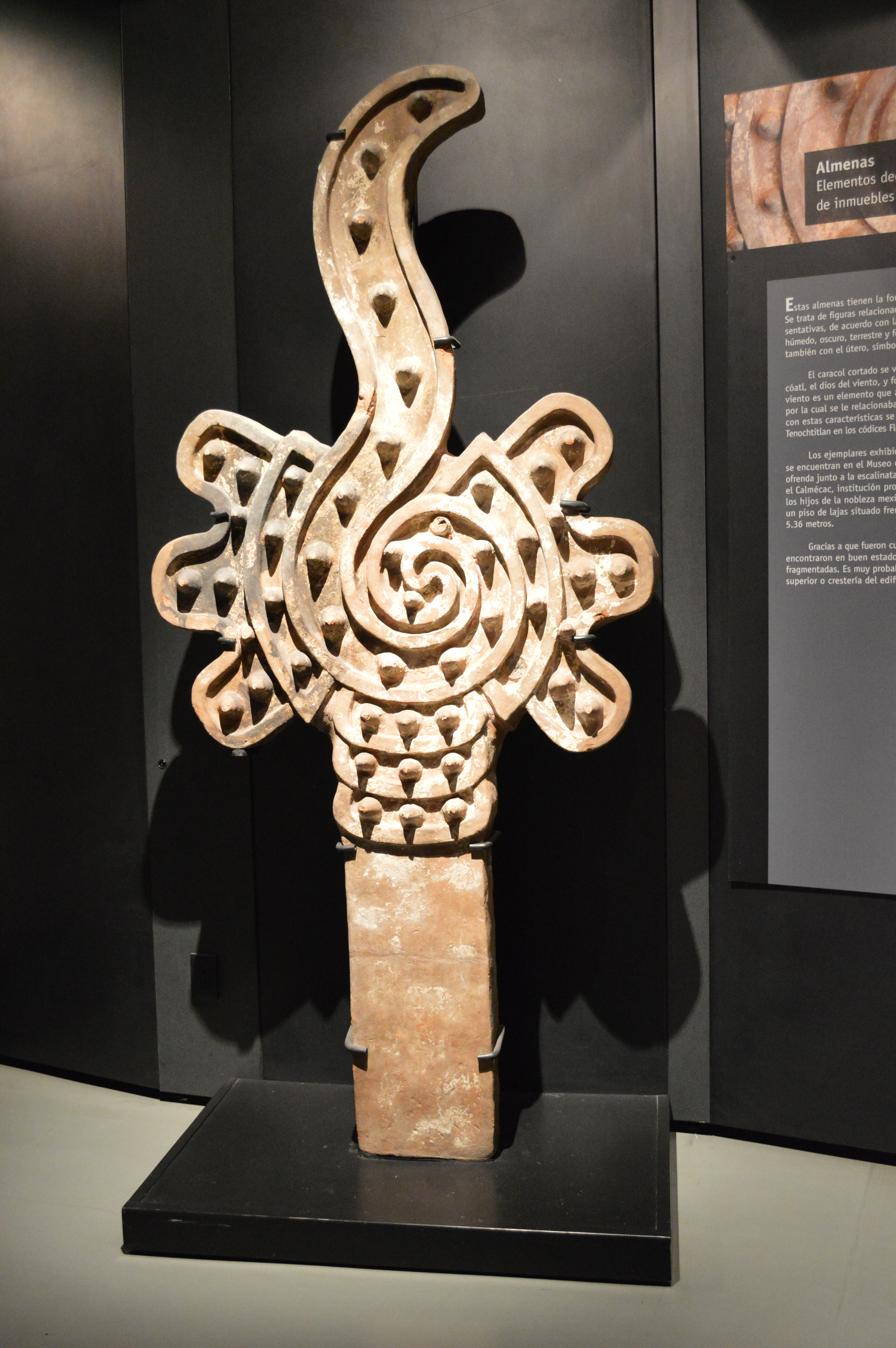
Elemento decorativo del techo del calmecac, en forma de corte longitudinal de caracol marino, Arcilla cubierta con estuco.